# Cladonia rhodoleuca
Cladonia rhodoleuca är en lavart som beskrevs av Vain. Cladonia rhodoleuca ingår i släktet Cladonia och familjen Cladoniaceae.   Inga underarter finns listade i Catalogue of Life.